# Pruchnowo (województwo kujawsko-pomorskie)
Pruchnowo – wieś w Polsce położona w województwie kujawsko-pomorskim, w powiecie radziejowskim, w gminie Radziejów.

## Podział administracyjny
Wieś królewska, położona w II połowie XVI wieku w powiecie radziejowskim województwa brzeskokujawskiego, należała do starostwa radziejowskiego. W latach 1975–1998 miejscowość położona była w województwie włocławskim. Wieś sołecka – zobacz jednostki pomocnicze gminy Radziejów w BIP.

## Demografia
Według Narodowego Spisu Powszechnego (III 2011 r.) liczyła 181 mieszkańców. Jest dwunastą co do wielkości miejscowością gminy Radziejów.

## Historia wsi
Maksymilian Borucki zanotował o Pruchnowie dwie następujące informacje:
- Folwarki Czołowo, Rokitki i Pruchnowo, za konsensem królewskim dn. 23 Kwietnia 1775 r. oddane zostały w dożywotnie posiadanie Antoniemu Biesiekierskiemu kasztelanowi Kowalskiemu i posłowi na walny sejm Warszawski z Województwa Inowrocławskiego, który po inkameracyi pruskiej pobierał ze skarbu kopetencyą
- Folwark Pruchnowo z gruntami Modliborze, mórg 325, sprzedany w r. 1829 Hr. Eugeniuszowi Dąbskiemu

W roku 1881 właścicielem gospodarstwa o powierzchni 214 mórg był Feliks Kaczorowski .